# إسي كيلي
إسي كيلي (بالإنجليزية: Essie Washington)‏ هي عداء مسافات متوسطة أمريكية، ولدت في 12 يناير 1957.

## وصلات خارجية
- إسي كيلي على موقع الاتحاد الدولي لألعاب القوى (الإنجليزية)